# Motorfahrzeug-Werke Heinle & Wegelin
Motorfahrzeug-Werke Heinle & Wegelin fu un costruttore di veicoli tedesco.

## Storia

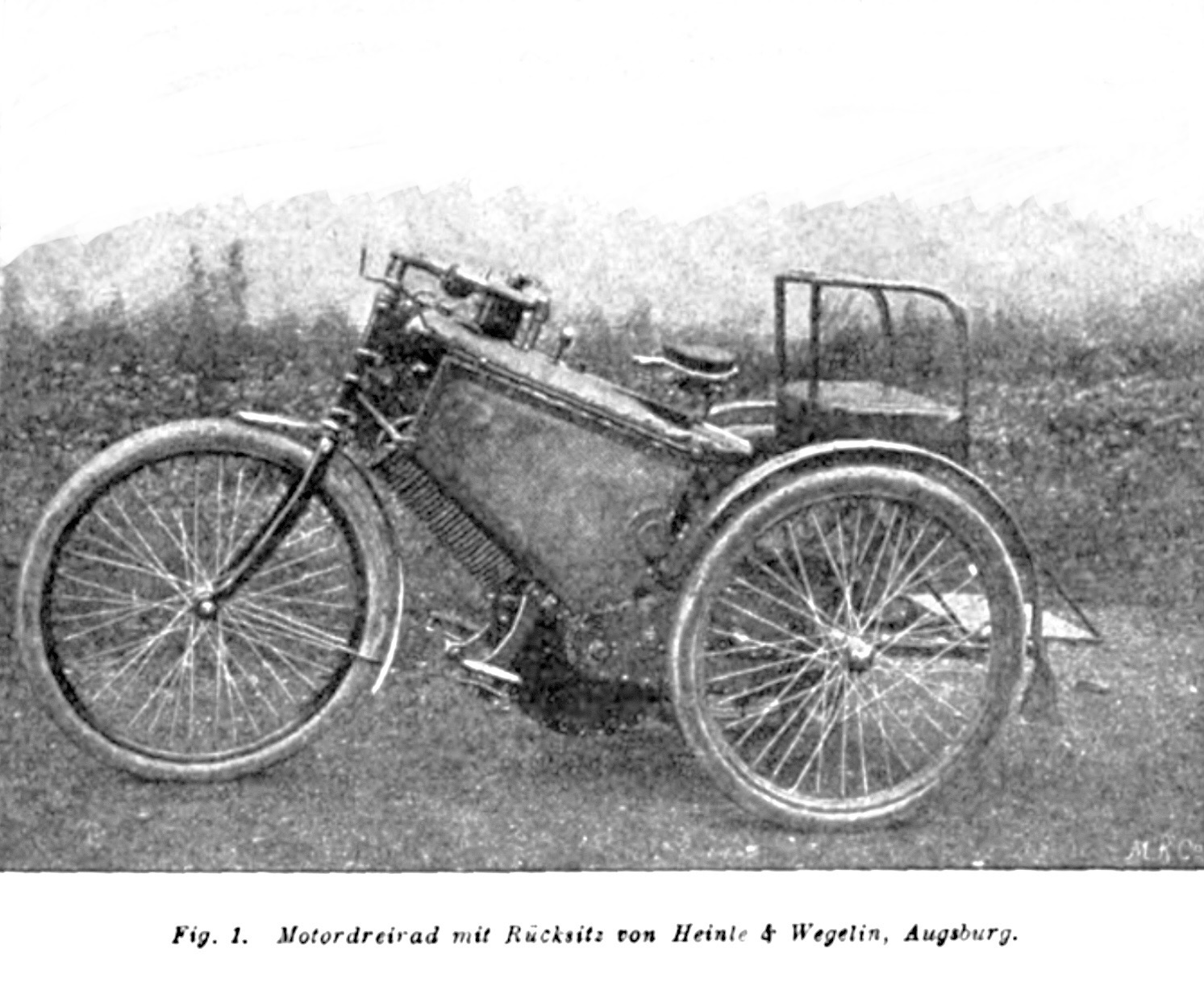
Heinle & Wegelin (1899).

La società Augsburg-Oberhausen iniziò nel 1890 a produrre biciclette. Nel 1898 iniziò la produzione di automobili. I marchi utilizzati furono Heinle & Wegelin e Vindelica. Alla fine del 1900 terminò la produzione, dopo una insolvenza.

## Veicoli

### Marchio Heinle & Wegelin
Sotto i due marchi vennero commercializzate le motociclette, tricicli tipo De Dion-Bouton. Il progettista fu Oskar Blessing, basatosi sullo sviluppo di Ludwig Rüb, che produsse motociclette con il proprio nome. Heinle & Wegelin presentò un veicolo alla mostra tenutasi dal 17 al 24 settembre 1898 a Düsseldorf, anche se non ufficialmente. Questi veicoli furono biposto. Il motore era di 2 HP di potenza.
Un veicolo è presente al Verkehrszentrum del Deutschen Museums a Monaco.

### Marchio Vindelica
Sotto questo nome venne commercializzata una utilitaria a due posti. Il motore fu un 3,5 HP (2,6 kW) con cambio a tre rapporti verso l'asse posteriore. Nel Regno Unito tale veicolo fu commercializzato a nome Liliput.